# Hamarmeşə
Hamarmeşə è un comune dell'Azerbaigian situato nel distretto di Lerik. Conta una popolazione di 673 abitanti.